# Chiesa di Santa Croce (Ploaghe)
La chiesa di Santa Croce è un luogo di culto ubicato a Ploaghe, centro abitato della provincia di Sassari, in via Pietro Salis. Consacrata al culto cattolico, fa parte dell'arcidiocesi di Sassari.
L'edificio è ubicato di fronte alla casa comunale e, lateralmente, tra l'antica "Domo de su rettore", un palazzo rettorale edificato nel diciottesimo secolo, e la quattrocentesca chiesa di San Pietro con cui comunica mediante una porta interna.
La costruzione della chiesa, in origine intitolata a santa Lucia, risulta antecedente al 18 ottobre 1587, giorno del rilascio della bolla a firma del papa, all'epoca Sisto V, con la quale venne ceduta alla confraternita di Santa Croce.

## Descrizione
L'edificio è realizzato con conci squadrati di calcare a vista. La facciata, povera di membrature di superficie, presenta paraste laterali e termina con campaniletto a vela posto tra i due spioventi del tetto. Al portale d'ingresso, situato ad un livello più alto del piano stradale, si accede mediante una breve scalinata composta da sette alzatine. L'interno presenta un'aula mononavata da 25 metri per otto, coperta da volta a botte, con pianta a croce latina e cappellone centrale.
Lateralmente sono presenti due cappelle un tempo intitolate l'una a santa Lucia e l'altra alla Madonna del Gonfalone, patrona dell'omonima confraternita.
Importanti interventi di ristrutturazione vennero eseguiti nel 1707 e nel 1871, rispettivamente con costruzione della volta e ripavimentazione in ardesia, mentre nel 1969 venne eliminata la tribuna, gravemente danneggiata in seguito alla caduta di un fulmine. 
Diverse opere d'arte tra tele, pannelli e arredi settecenteschi presenti nella chiesa sparirono nel periodo in cui l'edificio, durante la seconda guerra mondiale provvisoriamente adibito a caserma, era occupato dai militari.